# Macy Rodman
Macy Rodman (Juneau, 1989) é uma cantora, compositora, comediante, podcaster e artista de performance norte-americana. O seu estilo musical combina punk e rock com batidas de dance-pop inspiradas nos anos 90, provocando comparações com os trabalhos de Tori Amos, PJ Harvey, Sinéad O'Connor, Björk, Sia, Portishead, Madonna, Liz Phair e Courtney Love.  Lançou três álbuns de estúdio, The Lake (2017), Endless Kindness (2019) e Unbelievable Animals (2021).

## Vida pessoal
Macy Rodman nasceu em Juneau, Alasca em 1989. Em 2008, com 18 anos de idade, mudou-se para Nova York com o propósito de estudar na Parsons School of Design, iniciando a transição de género de masculino para feminino logo após se mudar para a cidade. Posteriormente, desistiu do curso. Reside em Brooklyn, Nova York.

## Carreira
Após se mudar para a cidade nova-iorquina, Macy Rodman rapidamente se envolveu na cena drag de Brooklyn por meio dos trabalhos que foi realizando, inicialmente, como DJ e, posteriormente, com as suas performances, desenvolvendo mais tarde um programa semanal alternativo de drag chamado Bathsalts.
Em 2014, desenhou as perucas, a maquilhagem e os figurinos para a produção teatral de "Vera; or The Nihilists" de Oscar Wilde.
Macy Rodman lançou o seu primeiro EP, Help, em 2016, seguindo-se os seus dois primeiros álbuns, The Lake e Endless Kindness, em 2017 e 2019, respectivamente, pela editora Sweat Equity. Posteriormente lançou dois EPs de remix, chamados Neovaginal Dilation Expansion Packs, em 2020, para as canções "Berlin" e "Vaseline".
Em 2021, assinou com a Accidental Popstar Records do músico Shamir e lançou o seu terceiro álbum de estúdio, Unbelievable Animals, no mesmo ano. As doze canções do álbum foram escritas e compostas durante o primeiro mês de isolamento da pandemia de COVID-19 e os temas lidam essencialmente com o desgosto e a ansiedade pandêmica.
Em 2022, produziu o single "Crossroads" de Ysak, foi destaque na capa de My Comrade, uma revista underground norte-americana, e a 4 de março lançou um EP de remixes do tema Unbelievable Animals, chamado Uncontrollable Flammables, contando com colaborações de Ariel Zetina, False Witness, Veronica Electronica, Michete, Yufi, Jim Cannon, Penelopi, So Drove e M Zavos.
Em 2023, fez o remix da música "Isn't Enough" de Softee e participou na curta-metragem Our Home Out West de Cole Escola.
Macy Rodman apresenta o podcast de comédia improvisada Nymphowars com Theda Hammel.